# 銀行對賬
在簿記中，銀行對賬是協調銀行所提供的銀行結餘與機構會計記錄賬面值差異的會計過程，不論是往來還是儲蓄戶口。機構在進行銀行對賬時大多使用銀行往來調節表，以解釋銀行月結單結餘和現金簿銀行結餘在特定日期（通時是會計期末）的差異。

## 概述
銀行通常會在每月結束後向存款人發送一份銀行月結單，其中說明：
- 帳戶的先前狀態。
- 帳戶的收支紀錄。
- 付費支票和借項通知單（英语：Debit note）的收費。
- 帳戶的賬面餘額。

以下幾個原因可能會導致銀行結餘有差異：
- 機構發行的支票尚未提交予銀行
- 一些銀行交易，例如收到貸項轉帳（英语：Wire transfer）或銀行收取的費用，尚未記錄在機構的賬簿中
- 銀行或機構出錯，其中包括：
  - 重複記賬，銀行或機構記錄同一筆交易超過一次
  - 漏入，銀行或機構記錄遺漏記錄交易
  - 小數點位置錯誤，例如將一筆$12.4的交易記錄為$124
  - 原始分錄錯誤，例如將一筆$947的交易記錄為$974